# Kasteel Pardon

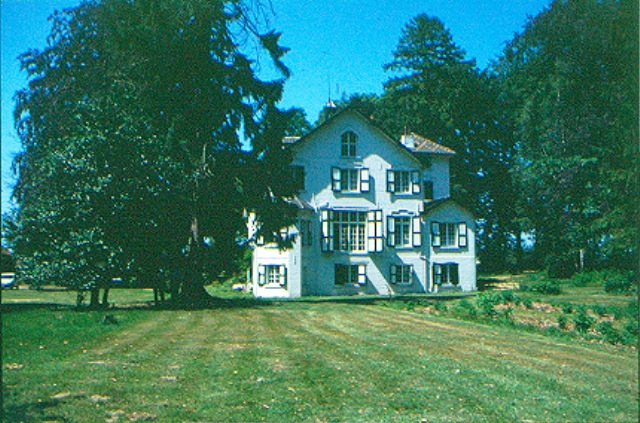
Kasteel Pardon in 2000

Het Kasteel Pardon is een kasteel op het grondgebied van de tot de Vlaams-Brabantse gemeente Zoutleeuw behorende plaats Budingen, gelegen aan de Tien Bundersweg 6-8.
He kasteeltje -eerder een villa- ligt feitelijk zeer dicht bij de dorpskern van Ransberg.
Omstreeks 1860 werd door de erfgenamen van Jean Pardon, die stadssecretaris van Tienen was, een landhuis en een boerderij gesticht. In 1867 kwam het landgoed aan Charles Pardon. Verbouwingen en uitbreidingen vonden plaats in 1887 en vooral in 1902. Er werd onder meer een uitkijktoren bijgebouwd.